# Trachycarpus martianus
Trachycarpus martianus là loài thực vật có hoa thuộc họ Arecaceae. Loài này được (Wall. ex Mart.) H.Wendl. miêu tả khoa học đầu tiên năm 1861.

## Hình ảnh

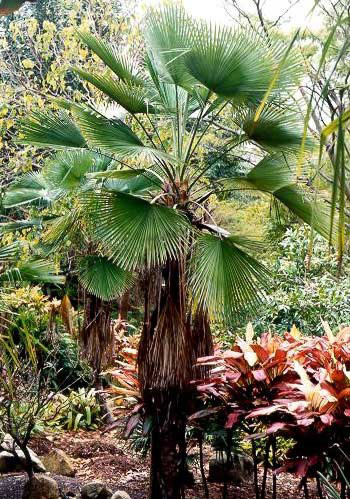